# Boyacá Chicó FC
Boyacá Chicó Fútbol Club, znany na ogół jako Chicó FC lub niekiedy Boyacá Chicó FC, do roku 2005 występował pod nazwą Bogotá Chicó Fútbol Club, jest kolumbijskim klubem piłkarskim z siedzibą w mieście Tunja.

## Osiągnięcia

### Krajowe
- Categoría Primera A

| zwycięstwo (1):     | 2008 (A) |
| drugie miejsce (0): | –        |

- Copa Colombia

| zwycięstwo (0):     | –    |
| drugie miejsce (1): | 2011 |

## Historia
Klub założony został pod nazwą Chicó Fútbol Club, którą zmienił 26 marca 2002 na Bogotá Chicó Fútbol Club. Znany powszechnie pod nazwą Chicó FC klub miał swoją siedzibę w stolicy państwa Bogocie, skąd po sezonie w 2004 roku przeniósł się do miasta Tunja, zmieniając przy tym nazwę na obecną – Boyacá Chicó Fútbol Club.